# Morzine
Morzine – miejscowość i gmina we Francji, w regionie Owernia-Rodan-Alpy, w departamencie Górna Sabaudia.
Według danych na rok 1990 gminę zamieszkiwało 2967 osób, a gęstość zaludnienia wynosiła 67 osób/km² (wśród 2880 gmin regionu Rodan-Alpy Morzine plasuje się na 297. miejscu pod względem liczby ludności, natomiast pod względem powierzchni na miejscu 86.). W latach 70 i 80 organizowano tu zawody Pucharu Świata w narciarstwie alpejskim.